# Fußball-Club Energie Cottbus 2014-2015
Questa voce raccoglie le informazioni riguardanti il Fußball-Club Energie Cottbus nelle competizioni ufficiali della stagione 2014-2015.

## Stagione
Nella stagione 2014-2015 l'Energie Cottbus, allenato da Stefan Krämer, concluse il campionato di 3. Liga al 7º posto. In Coppa di Germania l'Energie Cottbus fu eliminato al primo turno dall'Amburgo.

## Rosa
| N. |                         | Ruolo | Calciatore          |
| -- | ----------------------- | ----- | ------------------- |
| 1  | Germania (bandiera)     | P     | Rene Renno          |
| 2  | Kazakistan (bandiera)   | D     | Robert Berger       |
| 4  | RD del Congo (bandiera) | D     | Cédric Mimbala      |
| 5  | Germania (bandiera)     | D     | Uwe Möhrle          |
| 6  | Germania (bandiera)     | D     | Paterson Chato      |
| 7  | Germania (bandiera)     | C     | Nils Gottschick     |
| 8  | Kosovo (bandiera)       | C     | Fanol Përdedaj      |
| 9  | Polonia (bandiera)      | A     | Fabian Pawela       |
| 11 | Germania (bandiera)     | A     | Sven Michel         |
| 13 | Germania (bandiera)     | C     | Ronny Garbuschewski |
| 14 | Germania (bandiera)     | A     | Frederick Kyereh    |
| 15 | Canada (bandiera)       | C     | Nikolas Ledgerwood  |
| 16 | Germania (bandiera)     | D     | Thomas Hübener      |
| 17 | Austria (bandiera)      | C     | Leonhard Kaufmann   |
| 18 | Ucraina (bandiera)      | C     | Anton Makarenko     |
| 19 | Germania (bandiera)     | A     | Tim Kleindienst     |
| 20 | Germania (bandiera)     | C     | Manuel Zeitz        |
| 21 | Germania (bandiera)     | D     | Patrick Wolf        |

| N. |                      | Ruolo | Calciatore          |
| -- | -------------------- | ----- | ------------------- |
| 22 | Germania (bandiera)  | C     | Marco Holz          |
| 23 | Germania (bandiera)  | D     | Robin Szarka        |
| 24 | Germania (bandiera)  | P     | Fritz Pflug         |
| 25 | Germania (bandiera)  | D     | Philipp Knechtel    |
| 27 | Rep. Ceca (bandiera) | A     | Zbyněk Pospěch      |
| 28 | Germania (bandiera)  | C     | Tobias Gerstmann    |
| 29 | Germania (bandiera)  | P     | Kevin Müller        |
| 30 | Germania (bandiera)  | P     | Max Oberschmidt     |
| 32 | Germania (bandiera)  | D     | Marcel Kapplinghaus |
| 33 | Germania (bandiera)  | C     | Jonas Zickert       |
| 34 | Germania (bandiera)  | C     | Torsten Mattuschka  |
| 35 | Germania (bandiera)  | C     | Lukas Bache         |
| 37 | Germania (bandiera)  | C     | Christopher Lemke   |
| 38 | Germania (bandiera)  | C     | Paul Maurer         |
| 39 | Germania (bandiera)  | A     | Andy Hebler         |
| 40 | Germania (bandiera)  | D     | Tim Häußler         |
| 43 | Germania (bandiera)  | P     | Avdo Spahic         |

## Organigramma societario
Area tecnica
- Allenatore: Stefan Krämer
- Allenatore in seconda: René Rydlewicz
- Preparatore dei portieri: Heiko Kretschmar
- Preparatori atletici: Oliver Krautz

## Calciomercato

### Sessione estiva
| Acquisti | Acquisti           | Acquisti             | Acquisti |
| R.       | Nome               | da                   | Modalità |
| -------- | ------------------ | -------------------- | -------- |
| C        | Torsten Mattuschka | Union Berlino        |          |
| C        | Rok Elsner         | Haugesund            |          |
| P        | Kevin Müller       | Stoccarda II         |          |
| A        | Fabian Pawela      | Podbeskidzie         |          |
| C        | Lukas Bache        | Energie Cottbus U19  |          |
| D        | Paterson Chato     | Bayer Leverkusen U19 |          |
| D        | Nestor Djengoue    | FSV Francoforte      |          |
| C        | Nils Gottschick    | Germania Halberstadt |          |
| D        | Tim Häußler        | Energie Cottbus U17  |          |
| C        | Marco Holz         | Wacker Burghausen    |          |
| D        | Thomas Hübener     | Arminia Bielefeld    |          |
| C        | Leonhard Kaufmann  | Sturm Graz           |          |
| C        | Nikolas Ledgerwood | Duisburg             |          |
| C        | Christopher Lemke  | Energie Cottbus U19  |          |
| C        | Anton Makarenko    | Chemnitz             |          |
| D        | Cédric Mimbala     | SVN Zweibrücken      |          |
| A        | Zbyněk Pospěch     | Dukla Praga          |          |
| D        | Robin Szarka       | Hoffenheim           |          |
| D        | Patrick Wolf       | Wormatia Worms       |          |
| C        | Manuel Zeitz       | Saarbrücken          |          |
| C        | Jonas Zickert      | Energie Cottbus U17  |          |

| Cessioni | Cessioni           | Cessioni           | Cessioni |
| R.       | Nome               | a                  | Modalità |
| -------- | ------------------ | ------------------ | -------- |
| C        | Amin Affane        | Wolfsburg II       |          |
| C        | Ivica Banović      | Hallescher         |          |
| C        | Christian Bickel   | Hansa Rostock      |          |
| D        | Alexander Bittroff | FSV Francoforte    |          |
| C        | Steffen Bohl       | Duisburg           |          |
| D        | Julian Börner      | Arminia Bielefeld  |          |
| C        | Daniel Brinkmann   | Arminia Bielefeld  |          |
| D        | Jurica Buljat      | Zara               |          |
| D        | Martin Dahm        | Energie Cottbus II |          |
| A        | Mathias Fetsch     | Augusta            |          |
| C        | André Fomitschow   | Kaiserslautern     |          |
| P        | Niclas Heimann     | Rot-Weiss Essen    |          |
| A        | Erik Jendrišek     | Spartak Trnava     |          |
| C        | Sebastian Mrowca   | Wehen Wiesbaden    |          |
| P        | Fritz Pflug        | Energie Cottbus II |          |
| C        | Joshua Putze       | BFC Dynamo         |          |
| A        | Boubacar Sanogo    | Al Fujairah SC     |          |
| D        | Michael Schulze    | Kaiserslautern     |          |
| A        | Marco Stiepermann  | Greuther Fürth     |          |
| D        | Mateo Sušić        | CFR Cluj           |          |
| C        | Charles Takyi      | Al Fujairah SC     |          |

### Sessione invernale
| Acquisti | Acquisti            | Acquisti   | Acquisti |
| R.       | Nome                | da         | Modalità |
| -------- | ------------------- | ---------- | -------- |
| A        | Frederick Kyereh    | Elversberg |          |
| C        | Ronny Garbuschewski | Chemnitz   |          |

| Cessioni | Cessioni   | Cessioni         | Cessioni |
| R.       | Nome       | a                | Modalità |
| -------- | ---------- | ---------------- | -------- |
| A        | Paul Röwer | Viktoria Berlino |          |

## Risultati

### 3. Liga

#### Girone di andata
| Arbitro: | Kempter |

|           |           |                                        |
| Salem 87’ | Marcatori | 16’ Pospěch 49’ Michel 69’ Kleindienst |

| Arbitro: | Gagelmann |

|              |           |                                     |
| Kaufmann 74’ | Marcatori | 9’ Erdmann 16’ Eilers 38’ Comvalius |

| Münster 6 agosto 2014, ore 19:00 CEST 3ª giornata | Preußen Münster | 0 – 0 referto | Energie Cottbus | Preußenstadion (9 781 spett.)\| Arbitro: \| Stegemann \| |
| Arbitro:                                          | Stegemann       |               |                 |                                                          |

| Cottbus 9 agosto 2014, ore 14:00 CEST 4ª giornata | Energie Cottbus | 0 – 0 referto | Rot-Weiß Erfurt | Stadion der Freundschaft (6 149 spett.)\| Arbitro: \| Storks \| |
| Arbitro:                                          | Storks          |               |                 |                                                                 |

| Arbitro: | Reichel |

|  |           |           |
|  | Marcatori | 59’ Zeitz |

| Arbitro: | Schult |

|                           |           |  |
| Michel 23’ Ledgerwood 32’ | Marcatori |  |

| Arbitro: | Heft |

|             |           |                 |
| Güntner 64’ | Marcatori | 70’ Kleindienst |

| Arbitro: | Mix |

|                  |           |  |
| Pospěch 44’, 51’ | Marcatori |  |

| Magonza 13 settembre 2014, ore 14:00 CEST 9ª giornata | Magonza II | 0 – 0 referto | Energie Cottbus | Stadion am Bruchweg (893 spett.)\| Arbitro: \| Jöllenbeck \| |
| Arbitro:                                              | Jöllenbeck |               |                 |                                                              |

| Arbitro: | Stegemann |

|             |           |                       |
| Pospěch 20’ | Marcatori | 79’ Ziebig 89’ Franke |

| Arbitro: | Fritz |

|  |           |           |
|  | Marcatori | 5’ Michel |

| Arbitro: | Ittrich |

|            |           |            |
| Michel 76’ | Marcatori | 61’ Börner |

| Arbitro: | Heft |

|                   |           |  |
| Rahn 8’, 72’, 83’ | Marcatori |  |

| Arbitro: | Cortus |

|                                       |           |  |
| Mattuschka 59’ (rig.) Kleindienst 86’ | Marcatori |  |

| Arbitro: | Gagelmann |

|                         |           |                      |
| Badiane 52’ Soriano 73’ | Marcatori | 22’ Zeitz 87’ Möhrle |

| Arbitro: | Koslowski |

|                                             |           |  |
| Möhrle 64’ Kleindienst 71’ Götze 74’ (aut.) | Marcatori |  |

| Arbitro: | Günsch |

|                            |           |  |
| Harder 13’, 76’ Kefkir 49’ | Marcatori |  |

| Arbitro: | Welz |

|            |           |  |
| Möhrle 38’ | Marcatori |  |

| Arbitro: | Siewer |

|  |           |             |
|  | Marcatori | 16’ Mimbala |

#### Girone di ritorno
| Arbitro: | Hartmann |

|                            |           |                         |
| Kleindienst 58’ Möhrle 75’ | Marcatori | 6’ Il'jučenko 54’ Menga |

| Arbitro: | Meyer |

|             |           |  |
| Tekerci 55’ | Marcatori |  |

| Arbitro: | Wingenbach |

|                             |           |             |
| Pospěch 12’ Kleindienst 79’ | Marcatori | 47’ Siegert |

| Arbitro: | Winkmann |

|                                 |           |  |
| Laurito 37’ Kammlott 59’ (rig.) | Marcatori |  |

| Arbitro: | Siewer |

|  |           |                    |
|  | Marcatori | 9’ Wahl 90’ Heider |

| Arbitro: | Perl |

|            |           |                               |
| Riemann 9’ | Marcatori | 49’ Makarenko 59’ Kleindienst |

| Arbitro: | Schlager |

|                                      |           |                |
| Kleindienst 32’, 59’, 84’ Michel 69’ | Marcatori | 47’ Steininger |

| Arbitro: | Alt |

|                              |           |                        |
| Rizzi 32’ (rig.) Gehring 75’ | Marcatori | 65’ Möhrle 85’ Mimbala |

| Arbitro: | Reichel |

|                |           |           |
| Michel 6’, 60’ | Marcatori | 67’ Höler |

| Arbitro: | Stark |

|                                  |           |              |
| Furuholm 66’ Kruse 72’ Osawe 90’ | Marcatori | 13’ Kaufmann |

| Arbitro: | Siebert |

|                                   |           |                            |
| Kleindienst 22’ Garbuschewski 90’ | Marcatori | 27’ Löning 56’ (rig.) Fink |

| Arbitro: | Petersen |

|                                  |           |  |
| Schuppan 36’ Mast 41’ Müller 81’ | Marcatori |  |

| Arbitro: | Sather |

|            |           |            |
| Michel 20’ | Marcatori | 36’ Kialka |

| Arbitro: | Aarnink |

|                                |           |                                  |
| Onuegbu 8’ Wolze 48’ Bajić 59’ | Marcatori | 31’ (rig.) Mattuschka 90’ Möhrle |

| Arbitro: | Zwayer |

|                              |           |  |
| Kaufmann 25’ Kleindienst 37’ | Marcatori |  |

| Arbitro: | Kempter |

|                                   |           |                               |
| Redondo 27’ Abelski 52’ Thiel 85’ | Marcatori | 8’ Berger 23’ Holz 72’ Möhrle |

| Arbitro: | Bokop |

|  |           |                                     |
|  | Marcatori | 66’ Kefkir 72’ Derstroff 75’ Harder |

| Arbitro: | Jablonski |

|  |           |                      |
|  | Marcatori | 72’ (rig.) Makarenko |

| Arbitro: | Schult |

|                           |           |                             |
| Möhrle 4’ Kleindienst 71’ | Marcatori | 10’, 38’ Grüttner 23’ Berko |

### Coppa di Germania
| Arbitro: | Kinhöfer |

|                              |                      |                                      |
| Zeitz 10’ (rig.) Michel 105’ | Marcatori            | 70’ Westermann 96’ van der Vaart     |
| Pawela Holz Michel           | Tiri di rigore 1 – 4 | van der Vaart Djourou Jansen Rudņevs |

## Statistiche

### Statistiche di squadra
| Competizione      | Punti | In casa | In casa | In casa | In casa | In casa | In casa | In trasferta | In trasferta | In trasferta | In trasferta | In trasferta | In trasferta | Totale | Totale | Totale | Totale | Totale | Totale | DR |
| Competizione      | Punti | G       | V       | N       | P       | Gf      | Gs      | G            | V            | N            | P            | Gf           | Gs           | G      | V      | N      | P      | Gf     | Gs     | DR |
| ----------------- | ----- | ------- | ------- | ------- | ------- | ------- | ------- | ------------ | ------------ | ------------ | ------------ | ------------ | ------------ | ------ | ------ | ------ | ------ | ------ | ------ | -- |
| 3. Liga           | 56    | 19      | 9       | 5       | 5       | 30      | 22      | 19           | 6            | 6            | 7            | 20           | 28           | 38     | 15     | 11     | 12     | 50     | 50     | 0  |
| Coppa di Germania | -     | 1       | 0       | 1       | 0       | 2       | 2       | 0            | 0            | 0            | 0            | 0            | 0            | 1      | 0      | 1      | 0      | 2      | 2      | 0  |
| Totale            | 56    | 20      | 9       | 6       | 5       | 32      | 24      | 19           | 6            | 6            | 7            | 20           | 28           | 39     | 15     | 12     | 12     | 52     | 52     | 0  |

### Andamento in campionato
| Giornata  | 1 | 2  | 3  | 4 | 5 | 6 | 7 | 8 | 9 | 10 | 11 | 12 | 13 | 14 | 15 | 16 | 17 | 18 | 19 | 20 | 21 | 22 | 23 | 24 | 25 | 26 | 27 | 28 | 29 | 30 | 31 | 32 | 33 | 34 | 35 | 36 | 37 | 38 |
| --------- | - | -- | -- | - | - | - | - | - | - | -- | -- | -- | -- | -- | -- | -- | -- | -- | -- | -- | -- | -- | -- | -- | -- | -- | -- | -- | -- | -- | -- | -- | -- | -- | -- | -- | -- | -- |
| Luogo     | T | C  | T  | C | T | C | T | C | T | C  | T  | C  | T  | C  | T  | C  | T  | C  | T  | C  | T  | C  | T  | C  | T  | C  | T  | C  | T  | C  | T  | C  | T  | C  | T  | C  | T  | C  |
| Risultato | V | P  | N  | N | V | V | N | V | N | P  | V  | N  | P  | V  | N  | V  | P  | V  | V  | N  | P  | V  | P  | P  | V  | V  | N  | V  | P  | N  | P  | N  | P  | V  | N  | P  | V  | P  |
| Posizione | 2 | 10 | 10 | 9 | 8 | 4 | 5 | 4 | 5 | 8  | 7  | 8  | 9  | 9  | 9  | 5  | 9  | 5  | 3  | 4  | 7  | 5  | 7  | 8  | 7  | 7  | 7  | 5  | 6  | 6  | 6  | 7  | 8  | 6  | 6  | 8  | 6  | 7  |

Legenda:

Luogo: C = Casa; T = Trasferta. Risultato: V = Vittoria; N = Pareggio; P = Sconfitta.

### Statistiche dei giocatori
| Giocatore        | 3. Liga  | 3. Liga | 3. Liga     | 3. Liga    | Coppa di Germania | Coppa di Germania | Coppa di Germania | Coppa di Germania | Totale   | Totale | Totale      | Totale     |
| Giocatore        | Presenze | Reti    | Ammonizioni | Espulsioni | Presenze          | Reti              | Ammonizioni       | Espulsioni        | Presenze | Reti   | Ammonizioni | Espulsioni |
| ---------------- | -------- | ------- | ----------- | ---------- | ----------------- | ----------------- | ----------------- | ----------------- | -------- | ------ | ----------- | ---------- |
| L. Bache         | 0        | 0       | 0           | 0          | 0                 | 0                 | 0                 | 0                 | 0        | 0      | 0           | 0          |
| R. Berger        | 19       | 1       | 2           | 0          | 1                 | 0                 | 0                 | 0                 | 20       | 1      | 2           | 0          |
| P. Chato         | 1        | 0       | 0           | 0          | 0                 | 0                 | 0                 | 0                 | 1        | 0      | 0           | 0          |
| R. Elsner        | 15       | 0       | 1           | 0          | 1                 | 0                 | 0                 | 0                 | 16       | 0      | 1           | 0          |
| R. Garbuschewski | 12       | 1       | 1           | 0          | 0                 | 0                 | 0                 | 0                 | 12       | 1      | 1           | 0          |
| T. Gerstmann     | 0        | 0       | 0           | 0          | 0                 | 0                 | 0                 | 0                 | 0        | 0      | 0           | 0          |
| N. Gottschick    | 4        | 0       | 0           | 0          | 0                 | 0                 | 0                 | 0                 | 4        | 0      | 0           | 0          |
| A. Hebler        | 3        | 0       | 0           | 0          | 0                 | 0                 | 0                 | 0                 | 3        | 0      | 0           | 0          |
| M. Holz          | 26       | 1       | 6           | 0          | 1                 | 0                 | 1                 | 0                 | 27       | 1      | 7           | 0          |
| T. Häußler       | 1        | 0       | 1           | 0          | 0                 | 0                 | 0                 | 0                 | 1        | 0      | 1           | 0          |
| T. Hübener       | 13       | 0       | 3           | 0          | 0                 | 0                 | 0                 | 0                 | 13       | 0      | 3           | 0          |
| M. Kapplinghaus  | 0        | 0       | 0           | 0          | 0                 | 0                 | 0                 | 0                 | 0        | 0      | 0           | 0          |
| L. Kaufmann      | 27       | 3       | 5           | 0          | 0                 | 0                 | 0                 | 0                 | 27       | 3      | 5           | 0          |
| T. Kleindienst   | 35       | 13      | 11          | 0          | 1                 | 0                 | 1                 | 0                 | 36       | 13     | 12          | 0          |
| P. Knechtel      | 0        | 0       | 0           | 0          | 0                 | 0                 | 0                 | 0                 | 0        | 0      | 0           | 0          |
| F. Kyereh        | 6        | 0       | 0           | 0          | 0                 | 0                 | 0                 | 0                 | 6        | 0      | 0           | 0          |
| N. Ledgerwood    | 25       | 1       | 8           | 0          | 1                 | 0                 | 0                 | 0                 | 26       | 1      | 8           | 0          |
| C. Lemke         | 1        | 0       | 0           | 0          | 0                 | 0                 | 0                 | 0                 | 1        | 0      | 0           | 0          |
| A. Makarenko     | 22       | 2       | 1           | 0          | 0                 | 0                 | 0                 | 0                 | 22       | 2      | 1           | 0          |
| T. Mattuschka    | 28       | 2       | 2           | 0          | 0                 | 0                 | 0                 | 0                 | 28       | 2      | 2           | 0          |
| P. Maurer        | 1        | 0       | 0           | 0          | 0                 | 0                 | 0                 | 0                 | 1        | 0      | 0           | 0          |
| S. Michel        | 29       | 8       | 5           | 2          | 1                 | 1                 | 1                 | 0                 | 30       | 9      | 6           | 2          |
| C. Mimbala       | 36       | 2       | 5           | 1          | 1                 | 0                 | 1                 | 0                 | 37       | 2      | 6           | 1          |
| U. Möhrle        | 37       | 8       | 5           | 0          | 1                 | 0                 | 0                 | 0                 | 38       | 8      | 5           | 0          |
| K. Müller        | 37       | 0       | 2           | 0          | 1                 | 0                 | 0                 | 0                 | 38       | 0      | 2           | 0          |
| M. Oberschmidt   | 0        | 0       | 0           | 0          | 0                 | 0                 | 0                 | 0                 | 0        | 0      | 0           | 0          |
| F. Pawela        | 18       | 0       | 0           | 0          | 1                 | 0                 | 0                 | 0                 | 19       | 0      | 0           | 0          |
| F. Përdedaj      | 35       | 0       | 8           | 2          | 1                 | 0                 | 0                 | 0                 | 36       | 0      | 8           | 2          |
| F. Pflug         | 0        | 0       | 0           | 0          | 0                 | 0                 | 0                 | 0                 | 0        | 0      | 0           | 0          |
| Z. Pospěch       | 24       | 5       | 4           | 0          | 1                 | 0                 | 0                 | 0                 | 25       | 5      | 4           | 0          |
| R. Renno         | 1        | 0       | 0           | 0          | 0                 | 0                 | 0                 | 0                 | 1        | 0      | 0           | 0          |
| P. Röwer         | 0        | 0       | 0           | 0          | 0                 | 0                 | 0                 | 0                 | 0        | 0      | 0           | 0          |
| A. Spahic        | 0        | 0       | 0           | 0          | 0                 | 0                 | 0                 | 0                 | 0        | 0      | 0           | 0          |
| R. Szarka        | 36       | 0       | 5           | 0          | 1                 | 0                 | 0                 | 0                 | 37       | 0      | 5           | 0          |
| P. Wolf          | 1        | 0       | 0           | 0          | 0                 | 0                 | 0                 | 0                 | 1        | 0      | 0           | 0          |
| M. Zeitz         | 18       | 2       | 6           | 1          | 1                 | 1                 | 1                 | 0                 | 19       | 3      | 7           | 1          |
| J. Zickert       | 4        | 0       | 1           | 0          | 0                 | 0                 | 0                 | 0                 | 4        | 0      | 1           | 0          |